# Онежские петроглифы
Оне́жские петро́глифы — наскальные памятники монументального изобразительного творчества первобытной эпохи (петроглифы) в Пудожском районе Карелии, на восточном побережье Онежского озера. Датируются IV—III тысячелетиями до нашей эры.

## Общие сведения

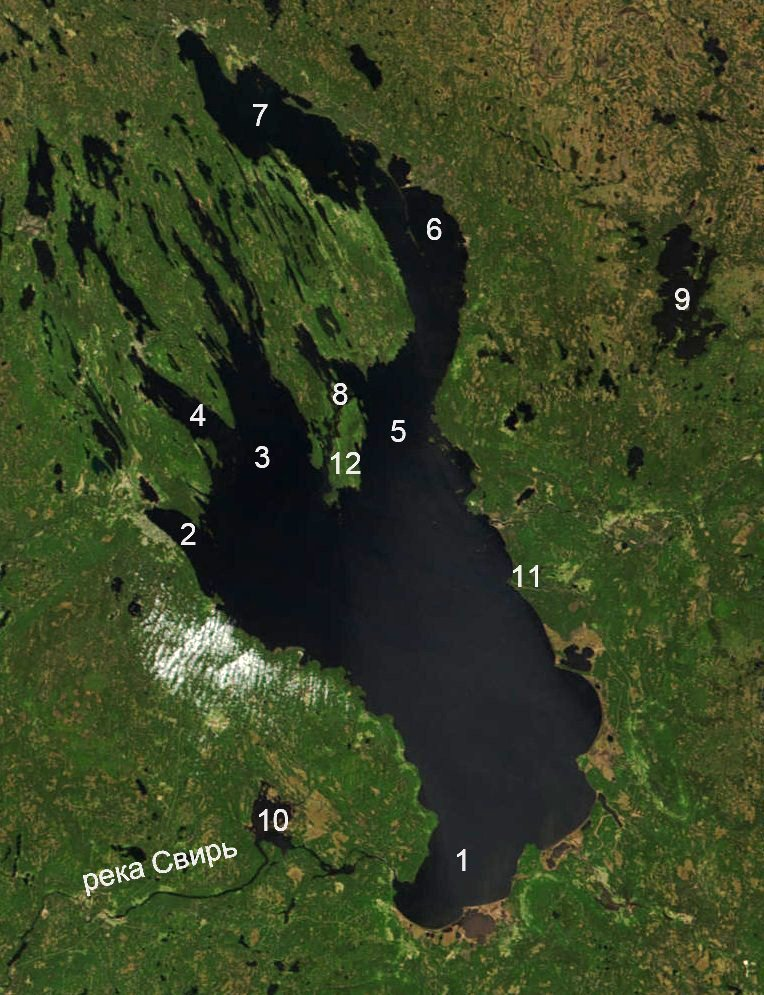
Мыс Бесов Нос обозначен на карте цифрой 11

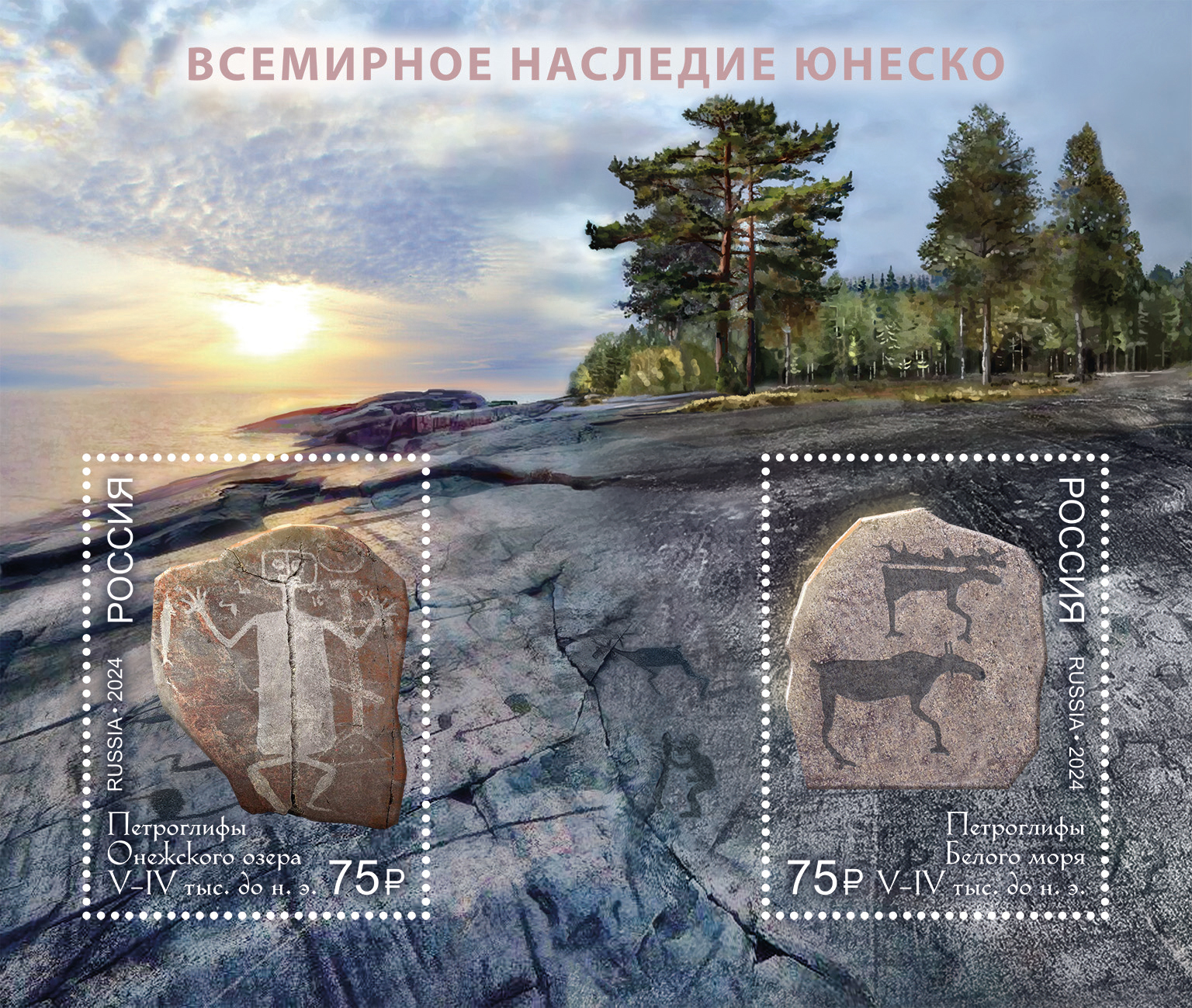
Почтовый блок России 2024 года, на котором изображены петроглифы Онежского озера и беломорские петроглифы.

Петроглифы разбросаны разрозненными группами на скалах полуострова Бесов Нос, мысах Кладовец, Гагажий, Пери Нос и на острове Гурий, а также на Карецком Носу и на полуострове Кочковнаволок вблизи посёлка Шальский.
В целом онежские петроглифы охватывают участок озёрного берега длиной в 20,5 км и насчитывают 24 группы, включающие около 1100 фигур и знаков. Более половины изображений сосредоточены на мысах Пери Нос, Бесов Нос и Кладовец. В основном — это изображения птиц (лебеди), лесных зверей, людей и лодок. Размеры фигур доходят до 4 м.
Петроглифы выбиты на пологих прибрежных скалах на глубину от 1 до 4 мм и располагаются на высоте до 2,5 метров от среза воды. Расположение фигур свободно-ориентировано.
Есть загадочные фигуры мистического характера — знаменитая триада на мысе Бесов Нос: «бес», сом (налим) и выдра (ящерица), а также геометрические фигуры неопределяемых образов. По преданию, монахи Муромского монастыря примерно в XV веке поверх изображения триады выбили христианский крест — «дабы обезвредить нечисть».
В 2018 году онежские петроглифы были предложены Россией к включению в список объектов Всемирного наследия ЮНЕСКО. В июле 2021 года на 44-й сессии Комитета всемирного наследия ЮНЕСКО было принято решение включить их (наряду с петроглифами Белого моря) в этот список.

## Исследователи петроглифов
- Гревингк, Константин Иванович (1819—1887) — геолог и археолог, профессор Дерптского университета
- Халлстрем Густаф (1880—1962) — археолог, профессор Стокгольмского и Уппсальского университетов
- Брюсов, Александр Яковлевич (1885—1966) — российский и советский археолог
- Равдоникас, Владислав Иосифович (1894—1976) — специалист в области изучения древнего монументального искусства, член-корр. АН СССР
- Линевский, Александр Михайлович (1922—1985) — писатель, историк, археолог, этнограф и фольклорист
- Столяр, Абрам Давыдович (1921—2014) — профессор, зав. кафедрой археологии ЛГУ
- Лаушкин, Константин Демьянович (1922—1994)
- Панкрушев, Григорий Александрович (1920—1990) — советский археолог-исследователь, д-р. ист. наук
- Климов, Ростислав Борисович (1928—2000) — искусствовед, один из авторов многотомной «Всеобщей истории искусств»
- Савватеев, Юрий Александрович (род. 1936) — д-р ист. наук, директор ин-та языка, литературы и истории КарНЦ РАН
- Лобанова, Надежда Валентиновна (род. 1953) — канд. ист. наук
- Жульников, Александр Михайлович — канд. ист. наук